# آلفردو اواندو کاندیا
آلفورد اواندو کاندیا (به اسپانیایی: Alfredo Ovando Candía) (زاده ۶ آوریل ۱۹۱۸ – درگذشته ۲۴ ژانویه ۱۹۸۲) سیاست‌مدار، دیکتاتور و ژنرال بولیویایی بود.

## زندگینامه
او در ۱۹۶۴ ویکتور پاس استنسورو را سرنگون کرد اما قدرت به رنه بارینتوس رسید. بعدها او از ۱۹۶۹ تا ۱۹۷۰ مدتی را به عنوان رئیس جمهور بولیوی فعالیت کرد و سپس خود نیز سرنگون شد.

## دوره های ریاست جمهوری
- از ۲۶ مه ۱۹۶۵ تا ۲ ژانویه ۱۹۶۶
- از ۲ ژانویه ۱۹۶۶ تا ۶ اوت ۱۹۶۶
- از ۲۶ سپتامبر ۱۹۶۹ تا ۶ اکتبر ۱۹۷۰